# Marcos Louzada Silva
Marcos Henrique Louzada Silva (ur. 2 lipca 1999 w Cachoeiro de Itapemirim) – brazylijski koszykarz, reprezentant kraju, występujący na pozycji niskiego skrzydłowego, od 2023 zawodnik Flamengo.
W 2019 rozegrał cztery spotkania podczas letniej ligi NBA Las Vegas, w barwach New Orleans Pelicans.
27 kwietnia 2021 zawarł umowę z New Orleans Pelicans do końca sezonu. 8 lutego 2022 został wytransferowany do Portland Trail Blazers. 29 czerwca 2023 dołączył do brazylijskiego Flamengo.

## Osiągnięcia
Stan na 25 października 2023, na podstawie, o ile nie zaznaczono inaczej.

### Drużynowe
- Mistrz:
  - klubowy Ameryki Południowej (2018)
  - Australii (NBL – 2020)
  - brazylijskiej ligi U–20 – Liga de Desenvolvimento de Basquete (LDB – 2016)
- Wicemistrz Brazylii (2019)

### Indywidualne
- Największy postęp brazylijskiej ligi NBB (2019)
- Rewelacja rozgrywek brazylijskiej ligi NBB (2019)
- Uczestnik:
  - meczu gwiazd brazylijskiej ligi NBB (2019)
  - meczu wschodzących gwiazd – Nike Hoop Summit (2019)

### Reprezentacja
Seniorów
- Uczestnik:
  - mistrzostw świata (2019 – 13. miejsce)
  - amerykańskich kwalifikacji do mistrzostw świata (2019 – 4. miejsce)

Młodzieżowe
- Mistrz Ameryki Południowej:
  - U–21 (2018)[6]
  - U–15 (2014)
- Uczestnik mistrzostw Ameryki U–16 (2015 – 6. miejsce)